# Калькідан Гезахеньє
Калькідан Гезахеньє Бефкаду (англ. Kalkidan Gezahegne Befkadu; нар. 8 травня 1991) — бахрейнська легкоатлетка ефіопського походження, яка спеціалізується у бігу на довгі дистанції.

## Кар'єрв
Срібна олімпійська призерка у бігу на 10000 метрів (2021).
Чемпіонка світу в приміщенні у бігу на 1500 метрів (2010).
Срібна призерка чемпіонату світу серед юніорів у бігу на 1500 метрів (2008).
Чемпіонка Азійських ігор у бігу на 1500 та 5000 метрів (2018).
Рекордсменка світу у шосейному бігу на 10 кілометрів (2021).
Рекордсменка світу в приміщенні серед юніорів у бігу на 1 милю (2010).
2013 року змінила громадянство Ефіопії на бахрейнське.

## Основні міжнародні виступи
| Рік                | Змагання                      | Місто              | Місце              | Дисципліна         | Примітки           |
| Виступи за Ефіопія | Виступи за Ефіопія            | Виступи за Ефіопія | Виступи за Ефіопія | Виступи за Ефіопія | Виступи за Ефіопія |
| ------------------ | ----------------------------- | ------------------ | ------------------ | ------------------ | ------------------ |
| 2008               | Чемпіонат Африки              | Аддис-Абеба        | 1заб4              | 800 м              |                    |
| 2008               | Чемпіонат світу серед юніорів | Бидгощ             | 2                  | 1500 м             |                    |
| 2009               | Чемпіонат світу               | Берлін             |                    | 1500 м             |                    |
| 2010               | Чемпіонат світу в приміщенні  | Доха               | 1                  | 1500 м             |                    |
| 2011               | Чемпіонат світу               | Тегу               |                    | 1500 м             |                    |
| Виступи за Бахрейн |                               |                    |                    |                    |                    |
| 2017               | Чемпіонат світу               | Лондон             |                    | 5000 м             | Відео на YouTube   |
| 2018               | Азійські ігри                 | Джакарта           | 1                  | 1500 м             |                    |
| 2018               | 1                             | 5000 м             |                    |                    |                    |
| 2021               | Олімпійські ігри              | Токіо              | 2                  | 10000 м            | Відео на YouTube   |